# Вавилонская рыбка
Вавилонская рыбка (англ. Babel fish) — вымышленное существо из серии фантастических произведений английского писателя Дугласа Адамса, известных под общим названием «Автостопом по галактике».

## В романах Адамса
Помещается в ухо носителя, или «хозяина». Согласно описанию, приводимому в «Путеводителе для путешествующих по галактике автостопом», вавилонская рыба питается энергией биотоков мозга, впитывая непонятные своему носителю частоты внешних биотоков и выделяя в его мозг телепатическую матрицу, составленную из частот сознательных мыслей и нервных сигналов речевого центра мозга.
Форд Префект дал рыбку Артуру Денту, когда они попали на корабль вогонов. Вот как процедура помещения вавилонской рыбки в ухо описана у Адамса (перевод Е. Щербатюка):
Форд  молниеносным движением  ткнул  Артура  в ухо,  и  тот  немедленно испытал болезненное  ощущение,  когда  рыба проскользнула глубоко в слуховые каналы.  Задыхаясь  от ужаса, Артур секунду  или  две  царапал ухо,  а потом медленно выпучил глаза от удивления <...> Артур  осознавал,  что  все  еще слышит  бульканье  и завыванье, только теперь они каким-то образом  преобразились в  совершенно понятный английский язык.
Рыбка, однако, не смогла перевести речь первобытных людей. По прибытии на Землю Артур извлёк рыбку из своего уха, и некоторое время она жила в аквариуме, подаренном людям дельфинами.

## Образ вавилонской рыбки в других контекстах
Загадка в текстовом квесте 1984 года «The Hitchhiker’s Guide to the Galaxy», связанная с вавилонской рыбкой, была настолько сложна и критична для прохождения игры, что игроки, тестировавшие игру, нашли её неуместной. Поднимался вопрос об удалении загадки из игры, на что Дуглас Адамс в своей манере ответил: «Tell them to f… off!» Загадка осталась, а фирма-разработчик Infocom была вынуждена выпустить партию футболок с надписью-подсказкой: «I got the Babel Fish».
Babel Fish, сервис по переводу текста, предоставляемый Yahoo!, назван в честь вавилонской рыбки из книг Адамса.
При изучении 150 слов в игре No Man’s Sky игрок получает достижение «Вавилонская рыбка». Также у расы торговцев Гек (Gek) может появиться диалог, в котором представитель расы дает вам слизня и жестами предложит засунуть его в одно из отверстий: ухо, нос или рот, что также является отсылкой к вавилонской рыбке. Наградой при правильном ответе будут 4 новых слова расы.